# لاسترا آ سینیا
لاسترا آ سینیا (به ایتالیایی: Lastra a Signa) یک کومونه در ایتالیا است که در استان فلورانس واقع شده‌است.

## خصوصیات
لاسترا آ سینیا ۴۳٫۱ کیلومترمربع مساحت و ۱۹٬۸۲۹ نفر جمعیت دارد و ۳۶ متر بالاتر از سطح دریا واقع شده‌است.

## خواهرخوانده
شهرهای جروزیو و Saint-Fons خواهرخوانده‌های لاسترا آ سینیا هستند.